# 파주시의 국회의원

## 행정구역 변천
- 1945년 8월 15일 경기도 파주군
- 1945년 11월 3일 연천군 적성면·남면이 파주군에 편입
- 1946년 2월 5일 파주군 남면이 양주군에 편입
- 1963년 1월 1일 장단군 군내면이 파주군 임진면에 편입
- 1972년 12월 28일 장단군 장단면·군내면·진동면·진서면이 파주군에 편입
- 1973년 7월 1일 아동면이 금촌읍으로, 임진면이 문산읍으로 승격
- 1983년 2월 15일 주내읍을 파주읍으로 개칭
- 1989년 4월 1일 파주군 천현면이 법원읍으로 승격
- 1996년 3월 1일 파주군이 파주시로 승격, 금촌읍 폐지
- 2011년 7월 25일 금촌1동을 금촌1·3동으로 분동, 교하읍을 폐지하고 교하동·운정1·2·3동 설치

## 파주시의 역대 국회의원 일람
| 대수         | 이름           | 소속정당     | 임기                               | 선거구역                                                                                   |
| ------------ | -------------- | ------------ | ---------------------------------- | ------------------------------------------------------------------------------------------ |
| 제1대        | 김웅권(金雄權) | 무소속       | 1948년 5월 31일 ~ 1950년 5월 30일  | 파주군 일원                                                                                |
| 제2대        | 이동환(李東煥) | 무소속       | 1950년 5월 31일 ~ 1954년 5월 30일  | 파주군 일원                                                                                |
| 제3대        | 정대천(丁大天) | 자유당       | 1954년 5월 31일 ~ 1958년 5월 30일  | 파주군 일원                                                                                |
| 제4대        | 정대천(丁大天) | 자유당       | 1958년 5월 31일 ~ 1960년 7월 28일  | 파주군 일원                                                                                |
| 제5대 민의원 | 황인원(黃仁元) | 민주당       | 1960년 7월 29일 ~ 1961년 5월 16일  | 파주군 일원                                                                                |
| 제6대        | 황인원(黃仁元) | 민정당       | 1963년 12월 17일 ~ 1967년 6월 30일 | 고양군·파주군 일원                                                                         |
| 제7대        | 신윤창(申允昌) | 민주공화당   | 1967년 7월 1일 ~ 1971년 6월 30일   | 고양군·파주군 일원                                                                         |
| 제8대        | 박명근(朴命根) | 민주공화당   | 1971년 7월 1일 ~ 1972년 10월 17일  | 파주군 일원                                                                                |
| 제9대        | 박명근(朴命根) | 민주공화당   | 1973년 3월 12일 ~ 1979년 3월 11일  | 의정부시·양주군·파주군 일원                                                                |
| 제9대        | 이진용(李珍鎔) | 무소속       | 1973년 3월 12일 ~ 1979년 3월 11일  | 의정부시·양주군·파주군 일원                                                                |
| 제10대       | 박명근(朴命根) | 민주공화당   | 1979년 3월 12일 ~ 1980년 10월 27일 | 의정부시·양주군·파주군 일원                                                                |
| 제10대       | 김형광(金炯光) | 신민당       | 1979년 3월 12일 ~ 1980년 10월 27일 | 의정부시·양주군·파주군 일원                                                                |
| 제11대       | 이용호(李龍鎬) | 민주정의당   | 1981년 4월 11일 ~ 1985년 4월 10일  | 파주군·고양군 일원(제11선거구)                                                             |
| 제11대       | 이영준(李英駿) | 민주한국당   | 1981년 4월 11일 ~ 1985년 4월 10일  | 파주군·고양군 일원(제11선거구)                                                             |
| 제12대       | 이용호(李龍鎬) | 민주정의당   | 1985년 4월 11일 ~ 1988년 5월 29일  | 파주군·고양군 일원(제9선거구)                                                              |
| 제12대       | 이영준(李英駿) | 민주한국당   | 1985년 4월 11일 ~ 1988년 5월 29일  | 파주군·고양군 일원(제9선거구)                                                              |
| 제13대       | 최무룡(崔戊龍) | 신민주공화당 | 1988년 5월 30일 ~ 1992년 5월 29일  | 파주군 일원                                                                                |
| 제14대       | 박명근(朴命根) | 민주자유당   | 1992년 5월 30일 ~ 1996년 5월 29일  | 파주군 일원                                                                                |
| 제15대       | 이재창(李在昌) | 자유민주연합 | 1996년 5월 30일 ~ 2000년 5월 29일  | 파주시 일원                                                                                |
| 제16대       | 이재창(李在昌) | 한나라당     | 2000년 5월 30일 ~ 2004년 5월 29일  | 파주시 일원                                                                                |
| 제17대       | 이재창(李在昌) | 한나라당     | 2004년 5월 30일 ~ 2008년 5월 29일  | 파주시 일원                                                                                |
| 제18대       | 황진하(黃震夏) | 한나라당     | 2008년 5월 30일 ~ 2012년 5월 29일  | 파주시 일원                                                                                |
| 제19대       | 윤후덕(尹厚德) | 민주통합당   | 2012년 5월 30일 ~ 2016년 5월 29일  | 파주시 갑: 조리읍 광탄면 탄현면 교하동 운정1동 운정2동 운정3동                             |
| 제19대       | 황진하(黃震夏) | 새누리당     | 2012년 5월 30일 ~ 2016년 5월 29일  | 파주시 을: 문산읍 법원읍 파주읍 월롱면 적성면 파평면 군내면 진동면 금촌1동 금촌2동 금촌3동 |
| 제20대       | 윤후덕(尹厚德) | 더불어민주당 | 2016년 5월 30일 ~ 2020년 5월 29일  | 파주시 갑: 조리읍 광탄면 탄현면 교하동 운정1동 운정2동 운정3동                             |
| 제20대       | 박정(朴釘)     | 더불어민주당 | 2016년 5월 30일 ~ 2020년 5월 29일  | 파주시 을: 문산읍 법원읍 파주읍 월롱면 적성면 파평면 군내면 진동면 금촌1동 금촌2동 금촌3동 |
| 제21대       | 윤후덕(尹厚德) | 더불어민주당 | 2020년 5월 30일 ~2024년 5월 29일   | 파주시 갑: 조리읍 광탄면 탄현면 교하동 운정1동 운정2동 운정3동                             |
| 제21대       | 박정(朴釘)     | 더불어민주당 | 2020년 5월 30일 ~2024년 5월 29일   | 파주시 을: 문산읍 법원읍 파주읍 월롱면 적성면 파평면 군내면 진동면 금촌1동 금촌2동 금촌3동 |
| 제22대       | 윤후덕(尹厚德) | 더불어민주당 | 2024년 5월 30일 ~ 현재             | 파주시 갑: 교하동 운정1동 운정2동 운정3동 운정4동 운정5동 운정6동                          |
| 제22대       | 박정(朴釘)     | 더불어민주당 | 2024년 5월 30일 ~ 현재             | 파주시 을: 문산읍 조리읍 법원읍 파주읍 월롱면 진동면 장단면 금촌1동 금촌2동 금촌3동        |

## 같이 보기
- 파주군 (1988년 선거구)
- 파주시 (선거구)
- 파주시 갑
- 파주시 을
- 고양시의 국회의원
- 양평군의 국회의원
- 의정부시의 국회의원
- 연천군의 국회의원
- 양주시의 국회의원
- 장단군의 국회의원